# Herbert Otto Gille
Herbert Otto Gille (Bad Gandersheim, 8 marzo 1897 – Hannover, 26 dicembre 1966) è stato un generale tedesco.
Servì durante la seconda guerra mondiale come comandante delle Waffen-SS.

## Biografia
Nato a Bad Gandersheim am Harz, nella Bassa Sassonia, dopo aver frequentato il famoso collegio militare di Groß-Lichterfelde a Berlino, che divenne in seguito un importante campo di addestramento per i futuri membri delle Waffen-SS, Gille partecipò alla prima guerra mondiale in qualità di tenente di artiglieria.
Si distinse per il suo coraggio conquistando entrambi i gradi della Croce di Ferro e la Croce d'Onore 1914-18. Finita la guerra, nel marzo del 1919 si congedò lavorando per i successivi 15 anni nel campo dell'agricoltura gestendo diverse aziende. Il 7 maggio 1931 si iscrisse al NSDAP (tessera numero 537337) e il 10 ottobre entrò nelle SS (numero 39854).
Il 20 maggio 1934 si arruolò nelle SS-VT (SS-Verfuengstruppe), ricevendo il grado di Obersturmführer (tenente) ed ottenendo il comando di un plotone. Tre anni dopo assunse il comando della XIX compagnia mitraglieri di stanza a Ellwangen con il grado di Sturmbannführer (maggiore). Partecipò ai combattimenti in Polonia come comandante di batteria del reggimento di artiglieria delle SS-VT e in Francia dove, promosso SS-Obersturmbannführer (tenente colonnello) comandò il primo battaglione. Nel novembre 1940 venne chiamato da Steiner ad organizzare il reggimento di artiglieria della nuova divisione SS Germania (la futura 5. SS-Panzer-Division Wiking).
Dal gennaio del 1941, dopo la promozione a Standartenführer (colonnello), Gille si occupò dell'addestramento degli artiglieri della 5. SS-Panzer-Division Wiking, al campo di addestramento di Dachau. Con l'inizio dell'operazione Barbarossa, Gille appoggiò con il fuoco dei suoi cannoni la rapida avanzata della Wiking attraverso l'Ucraina.
Il 28 febbraio 1942 Gille fu decorato con la croce tedesca in oro. Anche durante l'offensiva nel Caucaso il reggimento di artiglieria della Wiking accompagnò i successi della divisione. A Kropotkin, nel Kuban, in corrispondenza di un importante nodo ferroviario, i cannoni di Gille riuscirono ad annientare una colonna russa forte di circa 4 000 uomini. Questa brillante azione gli valse la consegna della Ritterkreuz (Croce di Cavaliere).
Il 9 novembre giunse anche la promozione a SS-Brigadeführer und Generalmajor der Waffen SS. Dopo la caduta di Stalingrado, la Wiking fu impegnata nell'area di Kharkov per bloccare l'offensiva sovietica a sud della città. Nel maggio del 1943 il generale Felix Steiner lasciò il comando della Wiking per interessarsi del III. SS-Panzerkorps e Gille ne assunse il comando. Sotto il suo comando la divisione Wiking si guadagnò il rispetto degli alti comandi tedeschi così come degli stessi russi.
Nei mesi successivi la Divisione continuò ad essere impegnata sul fronte del Dnieper per tutto il 1943. La rapidità dell'avanzata sovietica provocò l'accerchiamento di un gran numero di truppe della Wehrmacht. La divisione Wiking e la brigata Wallonien, guidata da Léon Degrelle, furono intrappolate nella sacca di Korsun-Cherkassy in un episodio simile a quello di Stalingrado, ma riuscirono a sfondare pur perdendo il 60% degli uomini.
Per questa azione Gille ricevette, primo uomo delle Waffen-SS, la Croce di Cavaliere con foglie di quercia e spade. Pochi mesi più tardi l'Armata Rossa attaccava di nuovo e ancora una volta le divisioni Panzer delle SS furono gettate nella mischia. Le divisioni Wiking e Totenkopf, riunite insieme a formare il 4° SS-Panzer-Korps, sotto il comando dell'Obergruppenführer Herbert Otto Gille, respinsero l'attacco sovietico su Varsavia.
Un anno dopo, primo uomo tra le Waffen-SS, fu decorato con la Croce di Cavaliere con Diamanti. Comandò fino alla fine del conflitto il 4° SS Panzer-Korps in Ungheria e poi in Austria dove fu fatto prigioniero e rilasciato tre anni dopo.
Nel dopoguerra Gille gestì una piccola libreria e fondò il giornale dei veterani delle Waffen-SS chiamato "Wiking Ruf". Morì il 26 dicembre 1966 a Stemmen vicino ad Hannover, quasi contemporaneamente con i suoi ex-camerati delle SS Sepp Dietrich, Georg Keppler e Felix Steiner. Al servizio funebre comune parteciparono centinaia di veterani delle Waffen-SS.